# Open Zuil
De Open Zuil was een kunstwerk op de boulevard in Vlissingen, in de Nederlandse provincie Zeeland. De zuil uit roestvast staal is een ontwerp van beeldhouwer André Volten en is in 1984 aan de stad geschonken door de Koninklijke Maatschappij de Schelde ter gelegenheid van het 100-jarig bestaan van deze Vlissingse scheepswerf. Eind oktober 2016 is het kunstwerk weggehaald, omdat het niet langer veilig was het kunstwerk te laten staan. 

## Beschrijving
De Open Zuil wordt gevormd door een taps toelopende glimmende zuil waarvan het bovenste deel over de as lijkt te zijn geschoven. Aan de kant van de Coosje Buskenstraat is de zuil opengewerkt hetgeen het idee geeft dat beeld hoger is en bovendien meer spanning in het werk brengt. 's Nachts is de 18 meter hoge zuil van binnenuit verlicht. Het kunstwerk is een geschenk van scheepswerf De Schelde die in 1975 haar 100-jarig bestaan vierde. Volten maakte aanvankelijk een ontwerp voor het Stadhuisplein, deze locatie werd echter afgewezen uit vrees dat het toekomstige evenementen op dit plein onmogelijk zou maken. Het nieuwe ontwerp is uit 1982 en is speciaal voor de huidige locatie ontworpen.

## 'Bonusstaak'
De totstandkoming van het kunstwerk liep vertraging op door de problemen rondom het RSV-concern waar de Vlissingse scheepswerf sinds 1971 deel van uitmaakte. De financiële malaise waarin het concern verkeerde had onder meer tot gevolg dat in 1984, het jaar waarin het bedrijf zelf de Open Zuil vervaardigde, Schelde-werknemers niet hun jaarlijkse bonus kregen. De Open Zuil werd dan ook spottend de 'bonusstaak' genoemd. Tijdens de heropening van de gerenoveerde boulevards op 16 juni 1984 is het kunstwerk door toenmalig Schelde-directeur J.W. Weug overgedragen aan de gemeente Vlissingen.